# Гарсия, Анна
А́нна Гарси́я-Манса́нас (исп. Ana García Manzanas), в монашестве А́нна свято́го Варфоломе́я (лат. Anna a Sancto Bartholomeo; 1 октября 1550, Альмендраль-де-ла-Каньяда, Кастилия-Ла-Манча — 7 июня 1626, Антверпен, Брабант) — первая монахиня ордена босых кармелиток (O.C.D.), секретарь святой Терезы Иисуса, писательница, мистик, основательница монастырей ордена босых кармелиток во Французском королевстве и Брабантском герцогстве, блаженная Римско-католической церкви, небесная патронесса города Антверпен.

## Биография

### Детство и призвание
Aннa Гарсия-Мансанас родилась 1 октября 1549 года (или 1 октября 1550 года) в деревне Альмендраль, в королевстве Кастилии и Леона в составе объединённого Испанского королевства под правлением дома Габсбургов. Она была крещена сразу после рождения в приходской церкви Святейшего Спасителя. Анна была шестым ребёнком Эрнана Гарсии и Марии, урождённой Мансанас. Всего в многодетной семье с 1533 по 1554 год родились три сына и четыре дочери. Родители Анны были зажиточными крестьянами-арендаторами, нанимавшими работников для помощи по хозяйству. Вместе с тем, все члены семьи равно трудились и молились, ежедневно посещая богослужение. По просьбе родителей, местный клирик научил детей писать и читать, преподавал им катехизис. Их дом был так же известен милостивым отношением к беднякам и паломникам. В нём всегда отмечались церковные праздники, особенно торжественно в честь Иисуса Христа и Богоматери.
Когда Анне было девять лет, умерла её мать, а через год и отец. Маленькая сирота осталась на попечении у старших сестёр и братьев. Тогда она впервые почувствовала призвание к жизни, посвящённой Богу. В своей «Автобиографии» Анна пишет о бывших ей явлениях Иисуса Христа. Впервые он явился ей на пастбище в образе ровесника, когда она была ещё ребёнком. После этой встречи Анна стала проводить больше времени в уединении и молитве. Она подросла, и родственники подыскали ей достойного кандидата в супруги, но Анна категорически отказалась выходить замуж. Все попытки заставить её переменить решение успеха не имели. Дав обет целомудрия, она избегала общества посторонних мужчин, и свободное от работы время, проводила в церкви на молитве. В это время в сонном видении ей снова явился Иисус Христос и поддержал в борьбе за призвание. Вскоре, когда вместе с сёстрами и прислугой, она отдыхала на природе недалеко от их деревни, ей опять явился Иисус Христос. Анна обратилась к нему с просьбой, позволить ей вести жизнь отшельницы в горах, после чего уснула. Во сне она увидела монастырь и дев в монашеском облачении, а проснувшись, поняла, что должна стать монахиней.
От приходского священника, бывшего её духовником, Анна узнала о новом монастыре святого Иосифа в городе Авила, недалеко от их деревни. Зная о желании девушки, посвятить себя Богу, он благословил её посетить эту обитель. Преодолев сопротивление со стороны родственников, вместе с ними Анна прибыла в город, где сразу узнала и монастырь, и облачение монахинь из своего сна. Это была первая община монахинь-босых кармелиток. Однако, из-за юного возраста, ей было четырнадцать, или даже тринадцать лет, Анне отказали в приёме в монастырь, и она была вынуждена вернуться домой.

### В ордене
10 ноября 1570 года Анна вступила в монастырь Святого Иосифа в Авиле, став первым новицием ордена босых кармелиток. Наставницей послушницы была сама основательница конгрегации — реформатор ордена и Учитель Церкви святая Тереза Авильская, с которой впоследствии её связала глубокая духовная дружба.
15 августа 1572 года Анна принесла монашеские обеты и взяла монашеское имя Анны Святого Варфоломея. Молодая монахиня несла послушание секретаря у первых двух настоятельниц конгрегации. В 1604 году по приглашению кардинала Пьера де Берюля Анна Святого Варфоломея в числе трёх сестёр из Испании прибыла во Францию для основания монастырей босых кармелиток в этой стране. 15 октября 1604 года в Париже вместе с Варварой Акари (в девичестве Аврийо) была основана первая обитель, вслед за которой появились монастыри в 1605 году в Понтуазе и в 1608 году в Туре. Во всех трех обителях Анна Святого Варфоломея несла различные послушания, включая послушание настоятельницы.
В 1611 году она прибыла во Фландрию — часть современной Бельгии, принадлежавшей в те времена Испании, где уже существовали обители босых кармелиток в Брюсселе и Монсе. В Антверпене 6 ноября 1612 года Анна Святого Варфоломея основала ещё один монастырь. В те же годы она выступила свидетельницей на процессе по причислению к лику блаженных своей духовной матери и первой настоятельницы конгрегации. За два года до смерти ею были написаны «Воспоминания». Сохранилась и многочисленная переписка, которую вела подвижница. Благодаря её личному примеру и участию в духовной жизни горожан Антверпен отказался принять протестантскую реформацию и остался верен Католической церкви.
Анна Святого Варфоломея скончалась 7 июня 1626 года в праздник Пресвятой Троицы в основанном ею монастыре в Антверпене.

## Прославление
Римский Папа Бенедикт XV 6 мая 1917 года причислил её к лику блаженных.
Литургическая память совершается 7 июня.